# Burggrafenhof
Burggrafenhof (fränkisch: Huhf) ist ein Gemeindeteil der Stadt Langenzenn im Landkreis Fürth (Mittelfranken, Bayern). Burggrafenhof liegt in der Gemarkung Keidenzell.

## Geographie
Das Dorf liegt in einer flachhügeligen Ebene bestehend aus Acker- und Grünland. Im Westen wird die Flur Am Weiher genannt, im Südwesten Hutäcker. Etwas nordwestlich des Ortes liegt das Gewerbegebiet Süd, etwas östlich der Große Wald. Die Kreisstraße FÜ 11 führt zu einer Anschlussstelle der Bundesstraße 8 bei Langenzenn (0,7 km nordöstlich) bzw. nach Keidenzell (1,5 km südlich).

## Geschichte
Der Ort wurde 1360/70 im Urbar der Burggrafschaft Nürnberg als „Burggrauen-Hoff“ erstmals urkundlich erwähnt. Es gab zu dieser Zeit 16 Bauerngüter. 1374 verkaufte Burggraf Friedrich einige Güter dieses Ortes an die Nürnberger Patrizier Haller von Hallerstein. 1409 erhielt das Kloster Langenzenn einen Hof und einen Teil des Zehnten. 1535 wurde der Ort im Salbuch des markgräflichen Amtes Langenzenn erwähnt. Zu dieser Zeit gab es elf Mannschaften, die alle markgräflich waren. Im Dreißigjährigen Krieg wurde der Ort völlig verwüstet.
Gegen Ende des 18. Jahrhunderts gab es in Burggrafenhof 14 Anwesen (6 Höfe, 5 Halbhöfe, 2 Güter, 1 Haus). Das Hochgericht und die Dorf- und Gemeindeherrschaft übte das brandenburg-ansbachische Stadtvogteiamt Langenzenn aus. Alle Anwesen hatten das brandenburg-ansbachische Kastenamt Cadolzburg als Grundherrn. 1799 werden für den Ort 12 Anwesen angegeben.
Von 1797 bis 1808 unterstand der Ort dem Justiz- und Kammeramt Cadolzburg. Im Rahmen des Gemeindeedikts wurde Burggrafenhof dem 1808 gebildeten Steuerdistrikt Keidenzell  und der im selben Jahr gebildeten Ruralgemeinde Keidenzell zugeordnet.
Am 1. Mai 1978 wurde Burggrafenhof im Zuge der Gebietsreform in Bayern nach Langenzenn eingegliedert.

### Ehemaliges Baudenkmal
- Haus Nr. 8: bescheidenes, erdgeschossiges Wohnstallhaus aus der ersten Hälfte des 18. Jahrhunderts, massiv, verputzt, Nordgiebel Fachwerk (K-Streben), Dachausbau aus neuerer Zeit.[11]

### Einwohnerentwicklung
| Jahr      | 001818 | 001840 | 001861 | 001871 | 001885 | 001900 | 001925 | 001950 | 001961 | 001970 | 001987 | 002019 |
| Einwohner | 98     | 122    | 128    | 143    | 141    | 154    | 134    | 199    | 190    | 281    | 389    | 596    |
| Häuser    | 18     | 18     |        |        | 26     | 24     | 25     | 26     | 33     |        | 97     |        |
| Quelle    | [ 13 ] | [ 14 ] | [ 15 ] | [ 16 ] | [ 17 ] | [ 18 ] | [ 19 ] | [ 20 ] | [ 21 ] | [ 22 ] | [ 23 ] | [ 1 ]  |

## Religion
Der Ort ist seit der Reformation evangelisch-lutherisch geprägt und bis heute in die Trinitatiskirche (Langenzenn) gepfarrt. Die Einwohner römisch-katholischer Konfession waren ursprünglich nach St. Michael (Wilhermsdorf) gepfarrt, heute ist die Pfarrei St. Marien (Langenzenn) zuständig.